# トマス・パケナム (第2代ロングフォード伯爵)
第2代ロングフォード伯爵トマス・パケナム（英語: Thomas Pakenham, 2nd Earl of Longford KP FSA、1774年5月14日 – 1835年5月28日）は、アイルランド貴族。1800年から1835年までアイルランド貴族代表議員を務めた。

## 生涯
第2代ロングフォード男爵エドワード・パケナムとキャサリン・ローリー（Catherine Rowley、1748年 – 1816年3月12日、ハーキュリーズ・ラングフォード・ローリーの娘）の息子として、1774年5月14日にダブリンで生まれた。
1792年6月8日に父が死去するとロングフォード男爵位を継承、1794年1月27日に父方の祖母にあたる初代ロングフォード女伯爵エリザベス・パケナムが死去するとロングフォード伯爵位を継承した。1800年から1835年までアイルランド貴族代表議員を、1815年から1835年までウェストミーズ首席治安判事を務めた。
1807年、ロンドン考古協会フェローに選出された。
1813年12月17日、聖パトリック勲章を授与された。
1821年戴冠式記念叙勲において、1821年7月17日に連合王国貴族であるサウサンプトンシャーにおけるシルチェスター男爵に叙された。
1835年5月28日にメリルボーンのポートランド・プレイスで死去、息子エドワード・マイケルが爵位を継承した。

## 家族
1817年1月23日、ジョージアナ・エマ・シャーロット・リゴン（Georgiana Emma Charlotte Lygon、1798年頃 – 1880年2月12日、初代ビーチャム伯爵ウィリアム・リゴンの娘）と結婚、7男3女をもうけた。
- エドワード・マイケル（1817年 – 1860年） - 第3代ロングフォード伯爵
- ウィリアム・リゴン（英語版）（1819年 – 1887年） - 第4代ロングフォード伯爵
- トマス・アレクサンダー（1820年3月3日 – 1889年1月） - 1853年9月21日、ソフィア・フランシス・サイクス（Sophia Frances Sykes、1898年11月15日没、第4代準男爵サー・タットン・サイクス（英語版）の娘）と結婚、子供あり
- チャールズ・レジナルド（1821年9月21日 – 1857年3月1日）
- ヘンリー・ロバート（1822年9月26日 – 1856年4月） - 聖職者
- フレデリック・ビーチャム（1823年9月25日 – 1901年2月15日）
- キャサリン・フェリシア（Katherine Felicia、1911年12月26日没） - 1851年10月14日、フェントン・ジョン・エヴァンス＝フリーク（Fenton John Evans-Freke、1889年9月3日没、パーシー・エヴァンス＝フリークの息子）と結婚、子供あり
- ジョージアナ・ソフィア（1827年10月11日 – 1909年3月26日） - 1848年10月17日、第3代エクセター侯爵ウィリアム・セシルと結婚、子供あり
- ルイーザ・エリザベス（1863年6月7日没）
- フランシス・ジョン（英語版）（1832年2月29日 – 1905年1月29日） - 在スウェーデン＝ノルウェー大使。1879年7月29日、キャロライン・マティルダ・ウォード（Caroline Matilda Ward、1938年6月25日没、ヘンリー・ウォードの娘）と結婚